# نيت بيري
نيت بيري (بالإنجليزية: Nate Perry)‏ هو عازف قيثارة أمريكي، ولد في القرن العشرين.